# Никола Андрић (фудбалер, 1992)
Никола Андрић (Рабровац код Младеновца, 23. маја 1992) српски је фудбалер који тренутно наступа за Младост из Лучана.
Освојио је Куп Србије 2020. године с екипом Војводине.

## Трофеји и награде
Подбрезова
- Друга лига Словачке : 2013/14.[5]

Војводина
- Куп Србије : 2019/20.[6]